# Комптон Макензі
Едвард Монтег'ю Комптон Макензі (англ. Edward Montague Compton Mackenzie; 17 січня 1883, Вест-Гартлпул, графство Дарем — 30 листопада 1972, Единбург) — британський письменник, автор більш як сімдесяти книжок, прозаїк, поет, драматург, есеїст, мемуарист, літературний критик.

## Життя і творчість

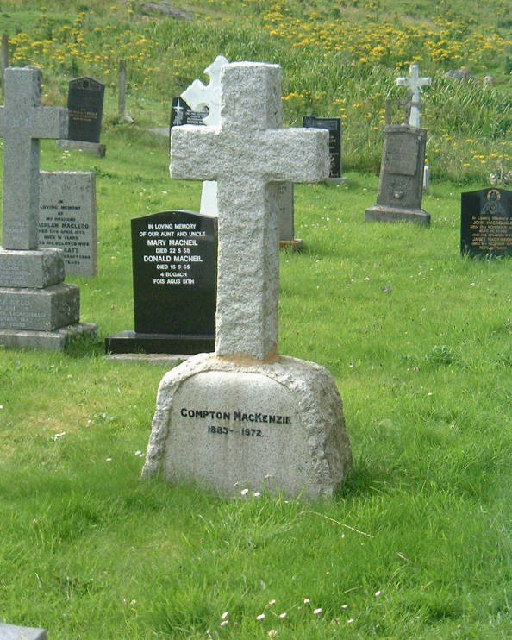
Могила Комптона Макензі

Народився 1883 року в родині, що дала Англії багатьох літераторів, а головне — театральних діячів. Дід письменника Генрі Комптон, батько Едвард Комптон, сестра Фей Комптон (Комптон — їхній сценічний псевдонім) — визначні англійські актори. Отож не дивно, що молодий Макензі, покинувши правничу науку й вирішивши присвятити себе літературі, дебютував 1907 року п'єсою — «Добродій у сірому»; і в перших його прозових творах, що зразу здобули йому велику популярність — «Втеча з коханим» (1911) та «Карнавал» (1912), — змальовано театральний світ. Із подальших романів Макензі найвідоміші «Похмура вулиця» (1913), трилогія «Сходини вівтаря» (1922–1924), «Незвичайні жінки» (1928), де з гумором змальовано побут англо-американської мистецької колонії на острові Капрі, цикл романів «Чотири вітри кохання» (1937–1943), «Віскі досхочу» (1947), «Тонкий лід» (1955); із мемуарних творів — «Моє життя і час» (5 томів, 1963–1966), де Макензі описує стан англійської літератури в двадцяті роки. Макензі також видавець журналів, політичний діяч, один із засновників Шотландської національної партії, що добивалася самоврядування для Шотландії. 1931 року його обрано лордом-ректором університету в Глазго. 1951 року Комптон Макензі відіграв визначну роль у об'єднанні англійських письменників на захист миру. Гумор — одна з прикметних рис творчості Макензі. Серед його книжок чимало й сатирично спрямованих, як-от антимілітаристський роман «Ракетна гарячка» (1957).

## «Розрідження мозку»
В сатиричному романі «Розрідження мозку», написаному 1933 року, Комптон Макензі дотепно висміює іржаву бюрократичну машину стільки славленої й буцімто неперевершеної британської розвідки, викриває її реакційність. Нібито по-дитячому наївна й безглузда гра в таємниці всіх отих генералів Вестмакотів, полковників Н., П. та майорів Г.-Г. обертається на ділі безцеремонним втручанням у справи інших народів, роздмухуванням нової війни, безсоромним визискуванням народної кишені. В романі почасти відбито власний життєвий досвід письменника: Макензі, за першої світової війни офіцер флоту, в 1917 році кілька місяців був начальником англійської розвідки в районі Егейського моря; а 1932 року письменника потягли до суду за буцімто зраду державної таємниці в «Егейських спогадах». Макензі оштрафували на 100 фунтів стерлінгів, книжку заборонили і зняли заборону аж 1940 року. «Розрідження мозку» написано під свіжим враженням від цього процесу; пізніше багато читачів гадали, нібито суджено його саме за цю книжку, за зраду "таємниці вілли «Помона».
Ця книжка була задумана як своєрідний художній путівник по Темзі, тільки прикрашений гумористичними пасажами, але хист гумориста взяв гору і «прикраси» витіснили первісний задум, — мабуть, на щастя для не одного вже покоління читачів. В передмові до одного з видань «Трьох в одному човні» Джером каже: "Я писав книжки, що здаються мені розумнішими, книжки, в яких, на мою думку, більше гумору. Але публіка вперто бачить у мені саме автора «Трьох в одному човні, як не рахувати собаки». Так воно, власне, є й сьогодні.

## Українські переклади
- Розрідження мозку; пер. з англ. Галина Давиденко. — К. : Дніпро, 1970. — 340 с. — (Зарубіжна сатира і гумор. Вип. 2).